# Bryum obliquum
Bryum obliquum är en bladmossart som beskrevs av C. Müller in Neumayer 1890. Bryum obliquum ingår i släktet bryummossor, och familjen Bryaceae. Inga underarter finns listade i Catalogue of Life.